# Hrubý Šúr
Hrubý Šúr est un village de Slovaquie situé dans le district de Senec, dans la région de Bratislava.

## Histoire
Première mention écrite du village en 1245.
La localité fut annexée par la Hongrie après le premier arbitrage de Vienne le 2 novembre 1938. En 1938, on comptait 562 habitants dont Elle faisait partie du district de Galanta, en hongrois Galántai járás. Le nom de la localité avant la Seconde Guerre mondiale était Hrubý Šúr/Hegy-Súr. Durant la période 1938 -1945, le nom hongrois Hegysúr était d'usage. À la libération, la commune a été réintégrée dans la Tchécoslovaquie reconstituée.

## Démographie

### Évolution de la population
| Année:               | 1994. | 2004.   | 2014.    | 2024.    |
| -------------------- | ----- | ------- | -------- | -------- |
| Nombre de personnes: | 596   | 647     | 860      | 1128     |
| Différence:          |       | +8,55 % | +32,92 % | +31,16 % |

| Année:               | 2023. | 2024.   |
| -------------------- | ----- | ------- |
| Nombre de personnes: | 1110  | 1128    |
| Différence:          |       | +1,62 % |

En 2022, 1 082 personnes vivaient dans la ville.